# Dave Beasant
David John "Dave" Beasant (ur. 20 marca 1959 w Londynie) – piłkarz angielski występujący na pozycji bramkarza.
Rozpoczął karierę w latach siedemdziesiątych XX wieku. Były gracz m.in. Wimbledon F.C. i Chelsea F.C. Rozegrał 2 mecze w pierwszej reprezentacji Anglii w piłce nożnej. Grał w piłkę nożną do 44 roku życia. Później został trenerem bramkarzy w reprezentacji Irlandii Północnej. Zrezygnował z funkcji trenera w 2007.